# Randers Football Club
Il Randers Football Club, meglio noto come Randers, è una società calcistica danese con sede nella città di Randers. Milita nella Superligaen, la massima serie del campionato danese.

## Storia
La squadra ha partecipato alla Coppa UEFA 2006-2007 (venendo eliminata al primo turno dal Fenerbahçe) ed ai preliminari di Europa League sia nel 2009 che nel 2010 e anche nel 2015. La squadra partecipa alla prima edizione della UEFA Conference League nel 2021-2022; dopo aver concluso i gironi da secondi, rimanendo imbattuti in 5 partite su 6, i danesi vengono eliminati ai play-off per gli ottavi dal Leicester, con un punteggio totale di 2-7.

## Cronistoria

### Partecipazione ai campionati
| Livello | Categoria       | Partecipazioni | Debutto   | Ultima stagione | Totale |
| ------- | --------------- | -------------- | --------- | --------------- | ------ |
| 1º      | First Division  | 38             | 1908-1909 | 1986-1987       | 52     |
| 1º      | Premier League  | 14             | 1994-1995 | 2020-2021       | 52     |
| 2º      | Second Division | 49             | 1894-1895 | 1991-1992       | 62     |
| 2º      | First Division  | 4              | 1992-1993 | 2002-2003       | 62     |
| 2º      | Championship    | 9              | 2004-2005 | 2013-2014       | 62     |
| 3º      | League One      | 1              | 2008-2009 | 2008-2009       | 1      |

## Palmarès

### Competizioni nazionali
- Coppa di Danimarca: 5

1966-1967, 1967-1968, 1972-1973, 2005-2006, 2020-2021
- 1. Division: 1

1969

### Altri piazzamenti
- Campionato danese:

Secondo posto: 1973
Terzo posto: 2012-2013
- Coppa di Danimarca:

Finalista: 2012-2013
Semifinalista: 1957-1958, 2001-2002, 2010-2011
- UEFA Fair Play ranking: 2

2008-2009, 2009-2010

## Statistiche e record

### Statistiche nelle competizioni UEFA
Tabella aggiornata alla fine della stagione 2021-2022.
| Competizione                  | Partecipazioni | G  | V  | N | P  | RF | RS |
| ----------------------------- | -------------- | -- | -- | - | -- | -- | -- |
| Coppa UEFA/UEFA Europa League | 6              | 26 | 10 | 5 | 11 | 37 | 28 |
| UEFA Europa Conference League | 1              | 8  | 1  | 4 | 3  | 11 | 16 |

## Organico

### Rosa 2023-2024
Aggiornata al 9 novembre 2023.
| N. |                        | Ruolo | Calciatore         |
| -- | ---------------------- | ----- | ------------------ |
| 1  | Svezia (bandiera)      | P     | Patrik Carlgren    |
| 2  | Danimarca (bandiera)   | D     | Jeppe Kudsk        |
| 3  | Danimarca (bandiera)   | D     | Daniel Høegh       |
| 4  | Paesi Bassi (bandiera) | D     | Wessel Dammers     |
| 5  | Svezia (bandiera)      | D     | Hugo Andersson     |
| 6  | Svezia (bandiera)      | C     | John Björkengren   |
| 7  | Danimarca (bandiera)   | C     | Mikkel Kallesøe    |
| 8  | Danimarca (bandiera)   | C     | Mads Enggård       |
| 9  | Norvegia (bandiera)    | C     | Simen Nordli       |
| 10 | Danimarca (bandiera)   | C     | Filip Bundgaard    |
| 11 | Armenia (bandiera)     | A     | Edgar Babayan      |
| 12 | Danimarca (bandiera)   | C     | Mikkel Pedersen    |
| 14 | Danimarca (bandiera)   | C     | Frederik Lauenborg |
| 15 | Germania (bandiera)    | D     | Björn Kopplin      |
| 16 | Danimarca (bandiera)   | C     | Laurits Pedersen   |
| 17 | Danimarca (bandiera)   | C     | Mads Albæk         |

| N. |                           | Ruolo | Calciatore       |
| -- | ------------------------- | ----- | ---------------- |
| 18 | Danimarca (bandiera)      | D     | Nikolas Dyhr     |
| 19 | Danimarca (bandiera)      | D     | William Kaastrup |
| 20 | Nigeria (bandiera)        | C     | Mustapha Isah    |
| 21 | Ghana (bandiera)          | C     | Ernest Agyiri    |
| 22 | Danimarca (bandiera)      | P     | Alexander Nybo   |
| 24 | Danimarca (bandiera)      | D     | Sabil Hansen     |
| 25 | Danimarca (bandiera)      | P     | Oskar Snorre     |
| 27 | Danimarca (bandiera)      | D     | Oliver Olsen     |
| 28 | Costa d'Avorio (bandiera) | C     | Lasso Coulibaly  |
| 29 | Svezia (bandiera)         | D     | Oliver Zandén    |
| 45 | Austria (bandiera)        | A     | Marvin Egho      |
| 53 | Danimarca (bandiera)      | C     | Mike Themsen     |
| 77 | Ghana (bandiera)          | A     | Mohammed Fuseini |
| 90 | Nigeria (bandiera)        | A     | Stephen Odey     |
| 99 | Sierra Leone (bandiera)   | A     | Alhaji Kamara    |